# Caity Lotz
Caity Marie Lotz (* 30. prosince 1986, San Diego, Kalifornie, Spojené státy americké) je americká herečka, tanečnice, zpěvačka a modelka. Nejvíce se proslavila v rolích Kirsten Landry v MTV seriálu Údolí smrti (2011), Annie v hororovém filmu Hrůzná minulost (2012) a jako Sara Lanceová/White Canary primárně v seriálu stanice The CW Legends of Tomorrow (2016-2022). Roli Sary také utváří v seriálu Arrow (2012-2020).

## Kariéra
Svojí kariéru zahájila jako tanečnice, na turné vyrazila s Avril Lavigne a Lady Gagou. Objevila se v hudebních videích Lady Gagy, Davida Guetty, Seleny Gomez, Faith Evans, T-Paina, Jojo a Cascady. Zahrála si v reklamách pro Reebok, Jack in the Box a T-Mobile. Tančila v internetovém seriálu The Legion of Extraordinary Dancers. Také ovládá bojová umění jako taekwondo, wushu a muay thai. Má zkušenosti s parkourem a trickingem.
V roce 2005 se připojila k dívčí skupině Soccs. V roce 2006 skupina vydala debutový sing "From Dusk Till Dawn (Get the Party Started" a o rok později následoval singl "Scream Out Loud". Jejich debutové album Hold On bylo vydané v roce 2007 a jejich třetí singl "Can't Take My Eyes Off You" byl vydán v roce 2008.
S hereckou kariérou začala v roce 2006, kdy získala malou roli ve filmu Bravo Girls: Všechno nebo nic. V roce 2010 se objevila v jedné epizodě seriálu Zákon a pořádek: LA a vedlejší roli získala ve čtvrté sérii seriálu Mad Man.
V roce 2011 si zahrála roli strážníka Kirsten Laundry v MTV seriálu Údolí smrti. Po boku Joshe Hollowaye si zahrála ve filmu Battle of the Year: The Dream Team. V roce 2012 se objevila ve filmu Hrůzná minulost, který měl premiéru v roce 2012 na filmovém festivalu Sundance. V seriálu stanice CW Arrow se objevila jako Sara Lance/Canary. Roli Sary dále hraje i v seriálu Legend of Tomorrow. Hlavní roli získala ve sci-fi filmu Stroj, který měl premiéru 25. dubna 2014. V květnu 2014 si znovu zahrála roli Stephanie v seriálu Šílenci z Manhattanu.

## Filmografie

### Film
| Rok  | Název                              | Role                         | Poznámky |
| ---- | ---------------------------------- | ---------------------------- | --- |
| 2006 | Bravo Girls: Všechno nebo nic      | roztleskávačka Pacific Vista | |
| 2012 | Hrůzná minulost                    | Annie Barlow                 | |
| 2012 | Cold & Ugly                        | Tanya Pavelovna              | krátkometrážní film |
| 2013 | Stroj                              | Ava / Stroj                  | Toronto After Dark Festival Award v kategorii Nejlepší herečka Nominace - British Independent Film Award v kategorii Nejvíce slibný nováček |
| 2013 | Battle of the Year: The Dream Team | Stacy                        | |
| 2013 | Out of the Blue                    | Dominique                    | krátkometrážní film |
| 2013 | Live at the Foxes Den              | Susan Hudson                 | |
| 2014 | The Pact 2                         | Annie Barlow                 | |
| 2014 | Missed Call                        | Kirsten                      | krátkometrážní film |
| 2015 | 400 Days                           | Dr. Emily McTier             | |
| 2017 | Small Town Crime                   | Heidi                        | |

### Televize
| Rok        | Název                        | Role                     | Poznámky                                            |
| ---------- | ---------------------------- | ------------------------ | --------------------------------------------------- |
| 2010–2015  | Šílenci z Manhattanu         | Stephanie Horton         | 5 dílů                                              |
| 2010       | Zákon a pořádek: Los Angeles | Amy Reynolds             | díl: „Harbor City“                                  |
| 2011       | Údolí smrti                  | Strážník Kirsten Landry  | 11 dílů                                             |
| 2012       | NTSF:SD:SUV                  | Mary                     | díl: „ILights, Camera, Assassination“               |
| 2013–2016  | Arrow                        | Sara Lance /The Canary   | vedlejší role (2.–4. řada), host (5. řada), 31 dílů |
| 2014       | Stalker                      | Melissa Barnes           | díl: „Láska je bitevní pole“                        |
| 2016–dosud | Legends of Tomorrow          | Sara Lance/ White Canary | hlavní role, 33 dílů                                |
| 2016       | Robot Chicken                | Různé postavy (hlas)     | díl: „Fridge Smell“                                 |
| 2016–2017  | The Flash                    | Sara Lance/ White Canary | hostující role (3.–4. řada)                         |
| 2017       | Supergirl                    | Sara Lance/ White Canary | díl: „Crisis on Earth-X“                            |

### Internet
| Rok  | Název        | Role              | Poznámky                  |
| ---- | ------------ | ----------------- | ------------------------- |
| 2013 | Burning Love | Hathwellovo rande | epizoda: "Burn Baby Burn" |